# Letzte Flagge Portugals über Timor

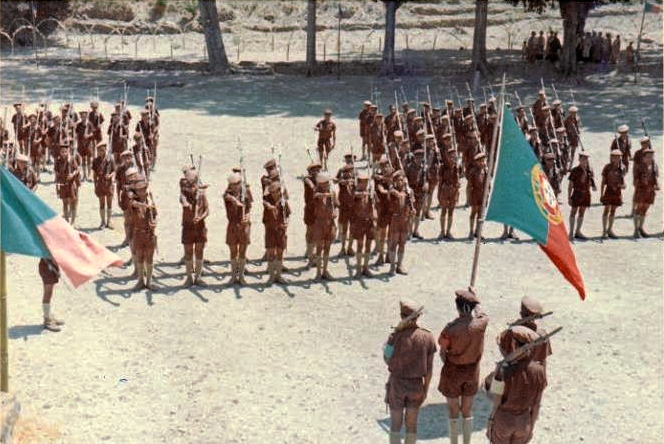
Kolonialsoldaten beim Flaggenappell 1968 in Portugiesisch-Timor

Die letzte Flagge Portugals über Timor war das letzte Symbol der Herrschaft der Kolonialmacht über ihre Kolonie Portugiesisch-Timor.

## Historischer Hintergrund

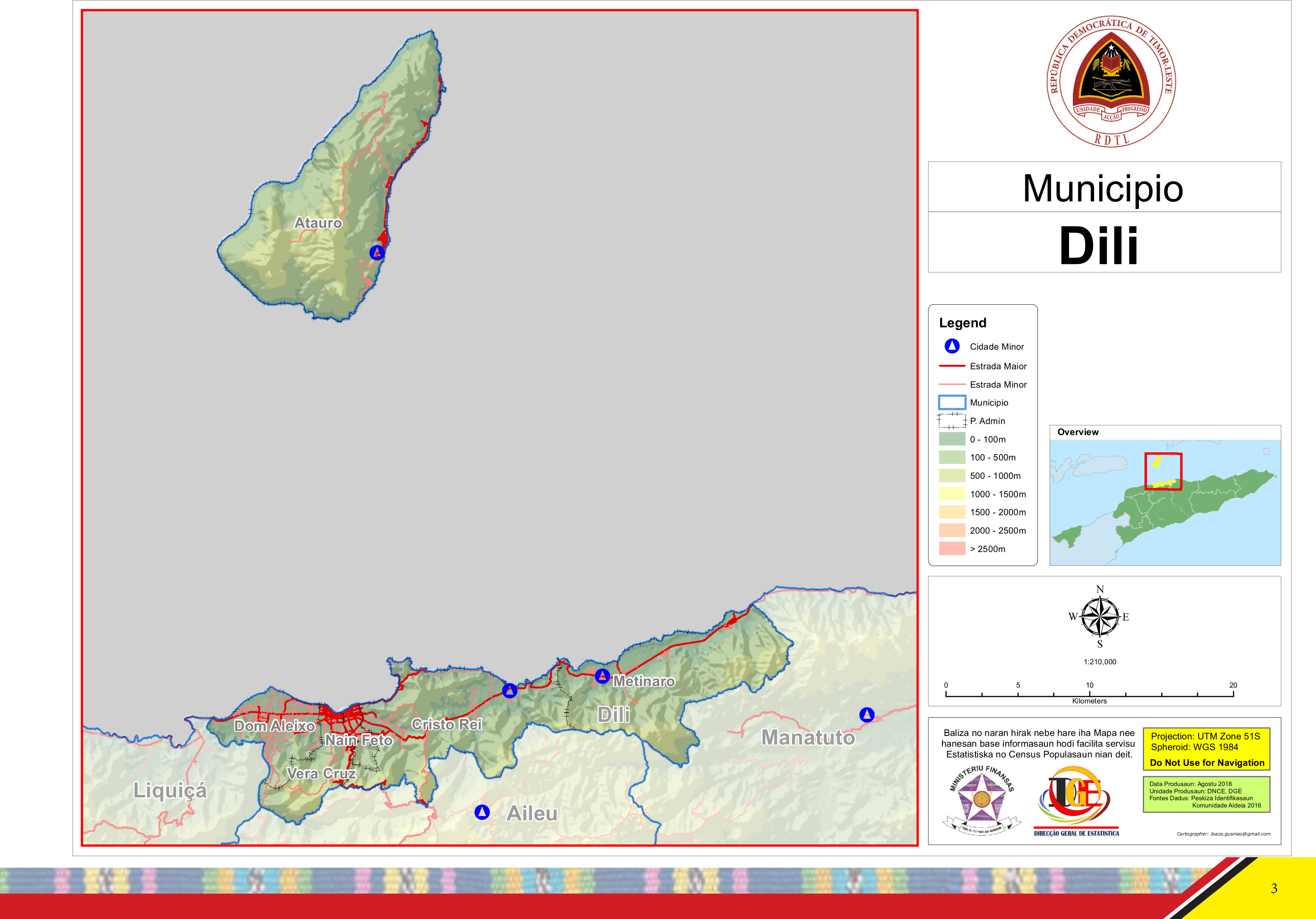
Die Gemeinde Dili und die Insel Atauro

Nach der Nelkenrevolution von 1974 bereitete Portugal seine Kolonien auf die Entlassung in die Unabhängigkeit vor. In Portugiesisch-Timor kam es aber im August 1975 zum Bürgerkrieg zwischen der linksorientierten FRETILIN und der konservativen União Democrática Timorense (UDT). Portugals Gouverneur Mário Lemos Pires sah sich gezwungen, am 26. und 27. August alle portugiesischen Verwaltungs- und Militärangehörigen mit ihren Familien auf die der Hauptstadt Dili vorgelagerte Insel Atauro zu evakuieren. Schließlich setzte sich die FRETILIN im Kampf durch. Pires wurde von ihr gedrängt, nach Dili zurückzukehren und die Entkolonialisierung voranzutreiben, aber er bestand darauf, auf Anweisungen aus Lissabon zu warten. Erst im Oktober erreichte die portugiesische Korvette Afonso Cerqueira Atauro und brachte Pires erste Unterstützung vom Mutterland. Indonesien nutzte die Situation, um die grenznahen Gebiete Portugiesisch-Timors mit Truppen zu unterwandern und zu besetzen. In der Hoffnung auf internationale Unterstützung rief die FRETILIN am 28. November einseitig die Unabhängigkeit von Osttimor aus. Die Anerkennung wurde von den meisten Staaten versagt. Am 7. Dezember begann Indonesien mit der offenen Invasion und der Besetzung von Dili und dem restlichen Territorium. Tags darauf verließen Pires und die portugiesische Gemeinde die Kolonie von Atauro aus an Bord zweier portugiesischer Kriegsschiffe. Osttimor blieb 24 Jahre von Indonesien lang besetzt. Da die Annexion international nicht anerkannt wurde, blieb Osttimor bis zu seiner endgültigen Unabhängigkeit 2002 offiziell weiterhin portugiesisches Territorium, auch wenn Portugal zu keinem Zeitpunkt mehr administrative Macht über das Land ausübte oder symbolisch darstellte.

## Die Flagge

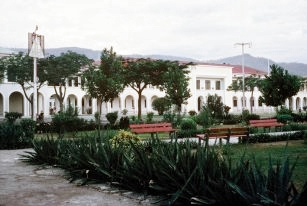
Der Gouverneurspalast in Dili (1968/70)

Nach der Evakuierung des portugiesischen Personals nach Atauro wehte die Flagge Portugals weiterhin über dem Gouverneurspalast in Dili. Erst am Tag der Unabhängigkeitserklärung durch die FRETILIN wurde die Flagge vom FALINTIL-Kommandanten Jaime Camacho Amaral eingeholt und durch die neue Flagge Osttimors ersetzt. Der Verbleib dieser portugiesischen Flagge ist nicht bekannt.
Weiterhin wehte aber die Flagge Portugals auf Atauro, wohin sich Pires zurückgezogen hatte. Erst am 30. Dezember 1975 besetzten indonesische Truppen Atauro. In einer offiziellen militärischen Zeremonie, der indonesische und einheimische portugiesische Soldaten unter dem Kommando von Fähnrich (alferes) David Ximenes beiwohnten, wurde die Flagge Portugals eingeholt und durch die Flagge Indonesiens ersetzt. Die Flagge Portugals wurde auf deren Wunsch Guilherme de Sousa, Grundschullehrer und Abgeordneter der UDT von Atauro, und Luís Amaral, dem Verwaltungschef (chefe de posto) Atauros, übergeben. Die UDT kooperierte zu diesem Zeitpunkt mit der indonesischen Besatzung. UDT-Mitglieder brachten die Flagge, eskortiert von indonesischen Soldaten, nach Dili und übergaben sie UDT-Präsident Francisco Lopes da Cruz. Von 1976 bis 1982 war Lopes da Cruz indonesischer Vize-Gouverneur des besetzten Osttimors. Danach zog Lopes da Cruz nach Jakarta und wurde Sonderberater zu Osttimor bei Indonesiens Diktator Suharto. Die Flagge nahm Lopes da Cruz mit. Obwohl es Forderungen gab, die Flagge solle in ein Museum oder dem indonesischen Nationalarchiv übergeben werden, verweigerte Lopes da Cruz die Herausgabe. Schließlich entschied Suharto, dass Lopes da Cruz die Flagge behalten dürfe und schenkte ihm dazu einen speziellen Koffer mit den Insignien des Präsidenten der Republik Indonesien zur Aufbewahrung der Flagge. Später war Lopes da Cruz Botschafter Indonesiens in Griechenland und Portugal.
Im Gegensatz zu den letzten Flaggen der anderen sechs Kolonien, die Portugal ab 1961 verlor beziehungsweise in die Unabhängigkeit entließ, war der Verbleib der timoresischen Flagge lange Zeit der Öffentlichkeit unbekannt. Erst 2015 präsentierte Lopes da Cruz sie Journalisten. Er sieht die Flagge als eine „Reliquie“ an und bewahrt sie in einem eigenen kleinen Raum auf, zusammen mit dem Koffer Suhartos und einem etwa einen Meter hohen Kruzifix, das Lopes da Cruz 1994 in Fátima gekauft hat.

## Kultureller Hintergrund
Die religiöse Verehrung und ehrenvolle Aufbewahrung von Flaggen hat auf Timor eine lange Tradition. Schloss die Kolonialmacht Portugal Vasallenverträge mit den einheimischen Herrschern (Liurai), verlieh man ihnen einen militärischen Rang und übergab nebst der zugehörigen Uniform eine portugiesische Flagge. Diese bewahrten die Liurais zusammen mit anderen Herrscherinsignien und heiligen Gegenständen in „Heiligen Häusern“ (Uma Lulik) auf. Nach traditioneller Vorstellung der Timoresen sind die Flaggen nicht nur Symbol der Kolonialmacht, sondern tragen selbst diese heilige Macht (lulik) in sich, die auf den Besitzer übergeht. Als in Portugal 1910 die Republik ausgerufen und eine neue Flagge eingeführt wurde, kam es kurz darauf in Timor zu einem großen Aufstand gegen die Kolonialherren, weil die heiligen Flaggen aus Sicht der Timoresen ihre Macht verloren hatten. Doch auch heute noch befinden sich historische Flaggen Portugals in Heiligen Häusern in Osttimor, denen trotz des inzwischen katholischen Glaubens besondere Verehrung zuteilwird. Im 20. Jahrhundert wurden sie, trotz massiver Strafandrohung, vor japanischen und indonesischen Besatzern versteckt.